# حساب جمل
حروفِ جُمَّل یا حسابِ جُمَّل یا حسابِ اَبجَد به معنی ارزش عددی حروف الفبا و واژگان است.
حساب ابجد یا حساب جمّل، به چند نوع، تقسیم شده‌است که هر یک، موارد خاصی برای استفاده و اِعمال دارند.
ابجد کبیر، ابجد اکبر، ابجد کبائر، ابجد اکبر کبائر و همچنین ابجد وسیط، ابجد صغیر، ابجد اصغر، ابجد صغایر و ابجد اصغر صغایر از انواع ابجد بشمار می‌روند.
یونانی‌ها به این نوع محاسبه، ایزوپسفی گفته‌اند و یهودیان آن را به نام «گماتریا یا جماتریا» می‌شناسند. یهودیان با این روش، واژگان را با معیار و بینش دینی، تفسیر نموده و اصطلاحاً با آن، فال می‌گیرند. به باور آن‌ها آینده را نیز می‌توان با همین فرضیه، پیش‌بینی کرد. این روش، بیشتر در روایات توراتی (تلمود)، به کار رفته است.
حروف جُمَل، دارای هشت صورت (ترکیب) است که ابجد، نام نخستین صورت از صور هشت‌گانه آن می‌باشد: اَبجَد- هَوَّز- حُطّی- کَلَمَن- سَعفَص- قَرَشَت- ثَخِذ- ضَظِغ؛ و در حساب جُمَّل، الف تا ط به ترتیب، نماینده یک تا نُه و ی تا ص به ترتیب، نماینده دَه تا نود و ق تا غ به ترتیب، نماینده صد تا هزار است.
| الف | ب | ج | د | ه | و | ز | ح | ط | ی  | ک  | ل  | م  | ن  | س  | ع  | ف  | ص  | ق   | ر   | ش   | ت   | ث   | خ   | ذ   | ض   | ظ   | غ    |
| ۱   | ۲ | ۳ | ۴ | ۵ | ۶ | ۷ | ۸ | ۹ | ۱۰ | ۲۰ | ۳۰ | ۴۰ | ۵۰ | ۶۰ | ۷۰ | ۸۰ | ۹۰ | ۱۰۰ | ۲۰۰ | ۳۰۰ | ۴۰۰ | ۵۰۰ | ۶۰۰ | ۷۰۰ | ۸۰۰ | ۹۰۰ | ۱۰۰۰ |

- گویند میرزا مهدی خان منشی، سَجعی مُطَنطَن برای مُهر نادرشاه ساخته و از نظر گذرانید. شاه برآشفت و نوشته را به‌دور افکند و با اینکه عامی بود و نوشتن و خواندن نمی‌دانست، گفت:

خاتم مرا بکنند «الخیر فی ما وقع». الخیر فی ما وقع به حساب جُمَّل، ۱۱۴۸ و مطابق است با سال به‌تخت‌نشینی نادرشاه.

## ارزش حروف
| ارزش | حرف | نام یونیکد | معادل لاتین |
| ---- | --- | ---------- | ----------- |
| ۱    | ا   | ʾalif      | ʾ / ā       |
| ۲    | ب   | bāʾ        | b           |
| ۳    | ج   | jīm        | j           |
| ۴    | د   | dāl        | d           |
| ۵    | ه   | hāʾ        | h           |
| ۶    | و   | wāw        | w / ū       |
| ۷    | ز   | zayn / zāy | z           |
| ۸    | ح   | ḥāʾ        | ḥ           |
| ۹    | ط   | ṭāʾ        | ṭ           |
|      |     |            |             |

| ارزش | حرف | نام یونیکد | معادل لاتین |
| ---- | --- | ---------- | ----------- |
| ۱۰   | ی   | yāʾ        | y / ī       |
| ۲۰   | ک   | kāf        | k           |
| ۳۰   | ل   | lām        | l           |
| ۴۰   | م   | mīm        | m           |
| ۵۰   | ن   | nūn        | n           |
| ۶۰   | س   | sīn        | s           |
| ۷۰   | ع   | ʿayn       | ʿ           |
| ۸۰   | ف   | fāʾ        | f           |
| ۹۰   | ص   | ṣād        | ṣ           |
|      |     |            |             |

| ارزش | حرف | نام‌یونیکد | معادل لاتین |
| ---- | --- | --------- | ----------- |
| ۱۰۰  | ق   | qāf       | q           |
| ۲۰۰  | ر   | rāʾ       | r           |
| ۳۰۰  | ش   | šīn       | š           |
| ۴۰۰  | ت   | tāʾ       | t           |
| ۵۰۰  | ث   | ṯāʾ       | ṯ           |
| ۶۰۰  | خ   | ḫāʾ       | ḫ           |
| ۷۰۰  | ذ   | ḏāl       | ḏ           |
| ۸۰۰  | ض   | ḍād       | ḍ           |
| ۹۰۰  | ظ   | ẓāʾ       | ẓ           |
| ۱۰۰۰ | غ   | ġayn      | ġ           |

ترتیب حروف در ابجدها به نسبت زبان تفاوت دارند به عنوان مثال در زبان فارسی (گ=ک=۲۰)، (چ=ج=۳)، (پ=ب=۲) و (ژ=ز=۷) است.

## کاربرد سیاسی
حساب جمل توسط حروفیه در مبارزات سیاسی و دینی نیز به کار گرفته‌شد. این گروه که در زمان تیمور و پسران او می‌زیستند علیه تیموریان و خان‌ها مبارزه می‌کردند و از سوی آن‌ها نیز مورد تعقیب قرار گرفته و کشته می‌شدند. فضل‌الله نعیمی و دیگر رهبران این گروه تفاسیر خود از قرآن و گاه انجیل را با یاری علم الحروف منتشر می‌کردند. حروفیه به تیمور لقب «شیطان لنگ ملعون» داد‌ه‌بودند که با حساب ابجد با عدد ۶۶۶ برابر است.